# Lykes Brothers Steamship Company
Lykes Bros. Пароплавна компанія, яка також називається Lykes Lines — колишня вантажна судноплавна компанія, яка діяла з початку 20-го століття до 2005 року, основним бізнесом якої була торгівля до та з Сполучених Штатів.

## Історія
У 1898 році сини доктора Хауелла Тайсона Лайкса розпочали судноплавний бізнес на узбережжі Мексиканської затоки у Флориді. Вони використовували 109-футову 75-тонну трищоглову шхуну для доставки худоби на Кубу як заміну стадам, які були знищені під час іспано-американської війни. Традиція називати свої кораблі на честь членів родини бере початок з того часу, коли цю шхуну назвали Doctor Lykes на честь їхнього батька. Через три роки було відкрито офіс у Галвестоні, штат Техас, і Лайкс почав пропонувати перевезення генеральних вантажів між портами Перської затоки США та Карибського моря.
У 1922 році Lykes Bros. Steamship Co. була створена як окрема компанія, що належала братам Лайкс. Семеро братів роками торгували бавовною, пиломатеріалами та зерном, тому володіння власними кораблями було природним продовженням їх діяльності. Протягом 1920-х років лайки почали поширюватися за межі Мексиканської затоки та Карибського басейну. Було відкрито представництва в Європі, а маршрути розширилися до Середземномор'я та Далекого Сходу.
У 1930-х роках компанія Lykes придбала 52 кораблі у Dixie і Southern States Lines, що дало їм флот із 67 кораблів. Після прийняття Закону про торговий флот 1936 року вони взяли на себе зобов'язання замінити свій флот сучасними вантажними суднами. Шістнадцять було доставлено до грудня 1941 року, коли США вступили у Другу світову війну. Під час війни Лайкс перевіз 60 мільйонів тонн вантажів і керував максимум 125 вантажними кораблями для уряду. Загинуло 22 кораблі та 272 життя.
З початком контейнеризації компанія Lykes незабаром взяла участь, ставши контейнерним перевізником у торгових смугах Сходу Сполучених Штатів і узбережжя Мексиканської затоки, Північної Європи, Сполученого Королівства, Середземноморського регіону, Мексики та Африки. Будучи зареєстрованою в США, компанія мала привілей перевозити вантажі для армії США.
У грудні 1994 року компанія перенесла свою штаб-квартиру з Нового Орлеана, Луїзіана, до Тампи, штат Флорида (до колишньої Першої Флоридської вежі (нині Park Tower) за адресою 400 North Tampa Street). Пізніше загальні офіси було перенесено до SunTrust Tower на 401 East Jackson Street у Тампі. У жовтні 1995 року компанія подала заяву на реорганізацію відповідно до розділу 11. 24 лютого 1997 року суддя суду США у справах про банкрутство Олександр Паскай схвалив заявку CP Ships, Ltd. на покупку Lykes Brothers Steamship Co. У наступні роки CP Ships об’єднала послуги Ivaran Lines, яку вони купили в травні 1998 року, і Christensen. Canadian African Lines (CCAL), яка була придбана в серпні 2000 року під бренд Lykes Lines.

## Дивись також
- Hapag-Lloyd